# Emma Hawia Svensson
Emma Elisabet Helena Hawia Svensson, född 10 december 1990 i Mariefred, är en svensk tidigare handbollsspelare (högersexa).

## Karriär

### Klubblagsspel
Emma Hawia Svenssons moderklubb är IFK Mariefred, men 2005 började hon spela för Gökstens BK. Hon spelade sedan mellan 2009 och 2016 i Skuru IK, där även tvillingsystern Lina Hawia Svensson spelade. Emma Hawia Svensson ådrog sig en korsbandsskada i knät under SM-finalen 2016 och den har inte blivit bra. Det var hennes tredje knäskada.
Den 28 februari 2018 meddelade Radiosporten att hennes handbollskarriär är över.
Tvillingarnas mor Monica Hawia var också handbollsspelare; hon tog SM-silver med Göteborgsklubben HP Warta 1985.

### Landslagsspel
Emma Hawia Svensson debuterade i Sveriges A-landslag 2012. Hon mästerskapsdebuterade sedan i EM 2012 samma år. Hon spelade i VM 2015 och i OS-kvalet 2016 men skadade sig före OS 2016 och det blev slutet på hennes karriär.